# Heterusia dispilata
Heterusia dispilata är en fjärilsart som beskrevs av Pieter Cornelius Tobias Snellen 1874. Heterusia dispilata ingår i släktet Heterusia och familjen mätare. Inga underarter finns listade i Catalogue of Life.